# Бад-Файльнбах
Бад-Файльнбах (нем. Bad Feilnbach) — община в Германии, в земле Бавария. 
Подчиняется административному округу Верхняя Бавария. Входит в состав района Розенхайм.  Население составляет 7535 человек (на 31 декабря 2010 года). Занимает площадь 57,48 км².